# Il lichene cinese
Il lichene cinese (Trouble With Lichen) è un romanzo di fantascienza dello scrittore inglese John Wyndham pubblicato nel 1960.
Nell'opera si racconta la scoperta di un formidabile antigerone contenuto in un lichene la cui somministrazione riesce a rallentare il processo di invecchiamento, prolungando la vita umana di centinaia di anni.

## Trama
(Il lichene cinese, John Wyndham)
Diana Brackley è una neolaureata in biochimica e, contrariamente alle convenzioni, non pensa al matrimonio, ma riversa le sue passioni giovanili nella ricerca. Viene assunta presso un autorevole centro di ricerche inglesi, di proprietà dello scienziato Francis Saxover. Casualmente Diana scopre che un tipo di lichene, il Lichenis Imperfectus Tertius Mongolensis Secundus Macdonaldi, presenta strane caratteristiche; la sua intuizione viene sottovalutata da Francis, distratto dall'improvvisa morte della moglie. Diana avvia quindi autonomamente le ricerche, scoprendo che il lichene ha straordinarie proprietà anti-invecchiamento. Venuta in possesso di una cospicua eredità, Diana lascia il centro e inizia a somministrare il farmaco a un gran numero di donne, sotto la copertura di un centro estetico.
Dodici anni dopo Diana rincontra Francis e apprende che anche lo scienziato aveva continuato le ricerche sul lichene, giungendo alle stesse sue conclusioni e sottoponendo al trattamento anti-invecchiamento a base di "lichenina" i suoi due figli, Paul e Zephanie. A causa di un'imprevista reazione allergica una paziente di Diana viene ricoverata in ospedale e cita in giudizio per danni il centro estetico. Le prime indiscrezioni iniziano a circolare, costringendo Diana a dover fare delle dichiarazioni per sviare i sospetti delle autorità, della stampa e di alcune case farmaceutiche che indagano contemporaneamente sui trattamenti somministrati alle donne.
Il lichene è raro e la sua ridotta disponibilità non consentirebbe il trattamento di tutta l'umanità. L'obiettivo di Diana non è il denaro, ma l'emancipazione femminile, convinta che se la vita delle donne fosse prolungata di centinaia di anni, esse avrebbero la motivazione sufficiente per combattere per i propri diritti. Diana è conscia inoltre che se l'antigerone diventasse di dominio pubblico, la lichenina sarebbe esclusivo appannaggio dei potenti, rendendo impossibile la realizzazione del suo piano. Diana inizia un lavoro di controinformazione, lasciando credere che il miracoloso principio attivo sia contenuto in particolari alghe irlandesi. La moglie di Paul viene a conoscenza del trattamento cui il marito era stato sottoposto e ricatta il suocero affinché somministri anche a lei il farmaco. Pur di non diffondere la notizia del suo coinvolgimento nella scoperta, Francis accetta di somministrare la sostanza alla donna, che, non appena avuto impiantato sotto pelle un frammento di lichene, lo rivende di nascosto alla concorrenza in cambio di denaro e della promessa di un trattamento di ringiovanimento, non appena fosse stato isolato il principio attivo.
Zephanie e suo marito vengono rapiti e, sotto minacce e violenza, costretti a rivelare la vera provenienza dell'antigerone. La notizia si diffonde e le donne rivendicano con forza il diritto all'utilizzo della lichenina, mentre movimenti politici e sindacali si oppongono al suo uso, sostenendo che l'aumento dell'età media della popolazione di circa duecento anni potrebbe causare una disastrosa sovrappopolazione mondiale e carestie a causa dell'insufficienza di risorse alimentari per tutti. Diana viene a sapere che la Cina, luogo di provenienza del rarissimo lichene, ha sospeso le esportazioni e orchestra il suo falso assassinio per togliersi dalla luce dei riflettori e poter continuare di nascosto le sue ricerche. Il piano ha successo e la scomparsa di Diana muove la protesta delle donne, unite per rivendicare il diritto a una vita più lunga. Francis dopo alcuni mesi scopre l'inganno, ossia che Diana è ancora viva e la raggiunge per aiutarla nelle ricerche. La donna, innamorata dello scienziato e da questi ricambiata, accetta di buon grado.

## Personaggi
Diana Priscilla BrackleyLaureata in biochimica, giovanissima entra a far parte di un'importante laboratorio di ricerca. A ventisei anni entra in possesso di un'ingente eredità del nonno e si licenzia per iniziare gli studi, autonomamente, su un lichene con proprietà anti-invecchiamento.
Francis SaxoverScienziato proprietario di un centro di studi a Darr, dove trova il suo primo impiego come ricercatrice Dana. È rimasto prematuramente vedovo con due figli, Zephanie e Paul.
Zephanie SaxoverLa figlia di Francis.
Paul SaxoverIl figlio di Francis.
Jane SaxoverLa moglie di Paul, avida e arrivista, tradisce il marito e il suocero vendendo alla concorrenza un campione di lichene sottratto di nascosto.
Richard TreverneIl fidanzato di Zephanie.

## Edizioni
- (EN) John Wyndham, Trouble With Lichen, 1ª ed., Londra, Michael Joseph, 1960.
- (EN) John Wyndham, Trouble With Lichen, New York, Ballantine Books, 1960.
- (FR) John Wyndham, L'herbe à vivre, Présence du Futur, Denoël, 1961.
- John Wyndham, Il lichene cinese, traduzione di Bianca Russo, Urania n° 286, Arnoldo Mondadori Editore, 1962,  p. 160.
- (ES) John Wyndham, Dificultades con los Liquenos, Galaxia, 1965.
- (DE) John Wyndham, Ärger mit der Unsterblichkeit, Heyne Science Fiction & Fantasy, Heyne, 1970.
- Il lichene cinese, traduzione di Bianca Russo, Urania n° 618, Arnoldo Mondadori Editore, 1973,  p. 160.
- (NL) John Wyndham, Het Anti-G, Fontein SF, De Fontein, 1977.
- John Wyndham, Il lichene cinese, in Mutanti e mutazioni, Biblioteca di Urania n° 4, Arnoldo Mondadori Editore, 1980,  p. 516.